# Eurybia (papillon)
Pour les articles homonymes, voir Eurybia.
Genre
Eurybia est un genre d'insectes lépidoptères de la famille des Riodinidae.

## Dénomination
Le nom Eurybia leur a été donné par Johann Karl Wilhelm Illiger en 1807.

## Liste des espèces
- Eurybia albiseriata Weymer, 1890; présent en Bolivie, au Brésil et au Pérou.
- Eurybia caerulescens Druce, 1904;présent au Pérou.
- Eurybia carolina Godart, [1824]; présent au Brésil.
- Eurybia cyclopia Stichel, 1910; présent en Guyane, en  Équateur au Costa Rica et à Panama.
- Eurybia dardus (Fabricius, 1787); présent en Guyane, en Guyana, au Surinam, en Colombie, en  Équateur et au Pérou.
- Eurybia donna C. & R. Felder, 1862; présent en Colombie.
- Eurybia elvina Stichel, 1910; présent au Mexique, au Costa Rica, à Panama, en  Équateur, en Colombie, au Brésil et au Pérou.
- Eurybia franciscana C. & R. Felder, 1862; présent au Surinam et au Pérou.
- Eurybia halimede (Hübner, [1807]); en Amérique Centrale, en Bolivie et au Brésil
- Eurybia jemima Hewitson, 1869; présent en Bolivie, en  Équateur et au Pérou.
- Eurybia juturna C. & R. Felder, 1865; présent en Guyane, en Guyana, au Surinam, en Bolivie, en  Équateur et au Pérou.
- Eurybia latifasciata (Hewitson, 1869); présent en Colombie, en  Équateur et au Pérou.
- Eurybia lycisca Westwood, 1851; présent au Mexique et en  Équateur
- Eurybia misellivestis Stichel, 1910; présent au Brésil.
- Eurybia molochina Stichel, 1910; présent au Brésil.
- Eurybia nicaeus (Fabricius, 1775); présent au Surinam, en  Équateur et au Brésil.
- Eurybia patrona Weymer, 1875; présent en  Équateur, en Colombie, au Costa Rica, à Panama, au Brésil et au Pérou.
- Eurybia pergaea (Geyer, 1832); présent au Brésil.
- Eurybia rubeolata Stichel, 1910; présent en Bolivie, au Brésil et au Pérou.
- Eurybia silaceana Stichel, 1924; présent en Colombie.
- Eurybia unxia Godman & Salvin, [1885]; présent au Nicaragua, au Costa Rica et à Panama.

### Source
- Eurybia sur funet
- Eurybia sur Tree of Life